# Арья (приток Усты)
Арья — река в Уренском районе Нижегородской области России. Устье реки находится в 125 км по правому берегу реки Усты, ниже одноимённого посёлка городского типа. Длина реки составляет 31 км, площадь водосборного бассейна — 192 км².
Исток реки расположен около деревни Широково в 30 км к северо-востоку от города Урень. Река течёт на юго-запад, крупнейшие притоки — Арейка, Баграчевка (правые). Вблизи реки расположены деревни и посёлки Обход, Малая Арья, Тарбеево, Бобылевка, Большая Арья, Кочешково. В нижнем течении на левом берегу реки посёлок городского типа Арья, ниже его река впадает в Усту.

## Данные водного реестра
По данным государственного водного реестра России относится к Верхневолжскому бассейновому округу, водохозяйственный участок реки — Ветлуга от города Ветлуга и до устья, речной подбассейн реки — Волга от впадения Оки до Куйбышевского водохранилища (без бассейна Суры). Речной бассейн реки — (Верхняя) Волга до Куйбышевского водохранилища (без бассейна Оки).
По данным геоинформационной системы водохозяйственного районирования территории РФ, подготовленной Федеральным агентством водных ресурсов:
- Код водного объекта в государственном водном реестре — 08010400212110000043281
- Код по гидрологической изученности (ГИ) — 110004328
- Код бассейна — 08.01.04.002
- Номер тома по ГИ — 10
- Выпуск по ГИ — 0